# Santa María de la Alameda
Santa María de la Alameda là một đô thị trong Cộng đồng Madrid, Tây Ban Nha. Đô thị này có diện tích 74,4 km², dân số theo điều tra năm 2010 của Viện thống kê quốc gia Tây Ban Nha là người. Đô thị này nằm ở khu vực có độ cao 1420 mét trên mực nước biển.